# Організація оборони чотирьох свобід України
Організація оборони чотирьох свобід України (ООЧСУ, англ. ODFFU) — громадська організація, створена 27 жовтня 1946 р. на конференції представників різних українсько-американських організацій у Нью-Йорку. Член-засновник і перший президент Євген Ляхович, інженер за освітою та прихильник права української нації на самовизначення та незалежність від Радянського Союзу, створив ООЧСУ для підтримки боротьби за вільну та незалежну Україну.

З 1947 року ООЧСУ видавав у Нью-Йорку суспільно-політичний місячник «Вісник», при діяльній співпраці д-ра Дмитра Донцова.

### Ідеологія
Чотири свободи — цілі, визначені президентом Сполучних Штатів Америки Франкліном Делано Рузвельтом у понеділок 6 січня 1941 року перед конгресом. У звернені, відомому під назвою «Промова про чотири свободи», він визначив чотири засадничі свободи, що їх повинні мати люди «усюди у світі»:
- Свобода слова
- Свобода віросповідання
- Свобода від страху
- Свобода від злиднів
- Свобода слова – У це поняття вміщається не лише право людини, а й право всього народу на вільний вияв власної думки.
- Свобода совісти – Свобода совісти не можлива в обставинах будь-якої окупації, а в це поняття входить право на віру в Бога, право на віровизнання.
- Свобода від страху – Людина має право свобідно творити такі політичні, громадські, культурні і економічні гурти, які вважає найкращими для нації.
- Свобода від злиднів – Принципи свободи від злиднів забезпечує справедливий соціальний лад для усієї спільноти.

Ці чотири вепикі принципи дають можливість кожні нації вести боротьбу за своє визволення, як в політичному, так і в культурному та соціальному відношенні.
ООЧСУ (Організація Оборони Чотирьох Свобід України) ставить перед собою мету максимально об’єднати українську діаспору на теренах Америки, та діяти в інтересах України та українства по цілому світі загалом. Наша діяльність не обмежує себе виключно політичною, а й включає в себе культурну, просвітницьку, спортивну та багато інших.

### Типи діяльності
- Політична – лобіювання Українських інтересів в американському уряді та оборона людських прав та свобід в Україні.
- Просвітницька – організація та проведення різноманітних історичних та навчальних подій для збереження національної пам’яті та індентичності. Це може включати в себе організацію та утримання школи або дитсадка.
- Культурна – збереження та популіризація української культури через мистецтво та науку. Це може в себе включати різні гуртки, концерти, тощо.
- Спортивна – творення спортивних груп або дружин під патронатом ООЧСУ.

## Історія організації
Організація Оборони Чотирьох Свобід України (ООЧСУ) Інк., розпочала своє існування 27 жовтня 1946 року. Тоді то на нараді представників різних українських установ у Нью-Йорку, гурт ідейних американських українців, під проводом інж. Євгена  Ляховича, дав почин для активізації організованої дії американських українців в аспекті наближення засад визвольного руху в Україні, пропаґування правд визвольної боротьби українського народу та несення їй усесторонньої допомоги.
ООЧСУ повстала в час, коли український народ відгукнувся на боєвий заклик революційної ОУН і під прапорами УПА та політичним керівництвом Української Головної Визвольної Ради став до безкомпромісної боротьби з ворогом за існування Нації. ООЧСУ від перших днів свого існування чітко визначила ідейні та політичні позиції і напрямні своєї діальності орієнтуючись на воюючу Україну, розвинула політичні акції у користь визвольної боротьби українського народу серед американсько-українського суспільства в ЗСА й серед чужинців.
Впродовж років існування ООЧСУ зросла від малого гурту людей – в одному Відділі ООЧСУ в місті Ньюарку 1946 року, до великої краєвої організації з більше 57-ох Відділів у всіх більших скупченнях українців на території ЗСА.
Розвивання українських ідей і постулятів з плятформи Чотирьох Свобід, є дальше актуальною, і не лише тут на терені ЗСА, а й в Україні, і вони в цьому наміренні зобов’язують нас до дальшої праці.
Голова Управи ООЧСУ має свій постійний осідок у метрополії Нью-Йорку.

### З'їзди ООЧСУ
Перший З'їзд ООЧСУ відбувся у Нью-Йорку 31 серпня 1947 року.
У жовтні 2011 року відбувся XXIX Крайовий з’їзд ООЧСУ.
8 і 9 листопада 2014 року, в Українському Домі “СУМА” у Йонкерсі, відбулись XXX-ий З'їзд Головної Управи ООЧСУ та XVII-ий З'їзд Об'єднання Жінок ОЧСУ.
На сайті ООЧСУ є інформація, що 17-го травня 2020 року, в умовах світової пандемії КОВІД-19, відбувся XXXI-й З'їзд Організації Оборони Чотирьох Свобід України (ООЧСУ) в мережі Zoom
З іншого боку, за повідомленнями ЗМІ, 28-го вересня 2019 року відбувся Надзвичайний З'їзд ООЧСУ, а 1 жовтня 2022 року в Українському культурному центрі „Дніпро” у Баффало відбувся XXXI Крайовий з'їзд ООЧСУ. Головою Управи ООЧСУ обраний Микола Грицковян, Український Конгресовий Комітет Америки, директор Вашингтонського офісу Центру американсько-українських відносин (CUSUR).

### Свято Героїв 2020
5 липня 2020, наступного дня після Дня незалежності США, Фундація Оборони Чотирьох Свобід України відзначила Свято Героїв 2020, із трансляцією по радіо (від 11am до 1pm EST) та у фейсбуці.
Свято урочисто розпочалося біля Національного Пам'ятника Українським Американським Ветеранам (UAV National Monument) у Саут-Баунд-Брук, «Dedicated to all Ukrainian American Men and Women Who Have Served in the United States Armed Forces».